# メセンブリオルニス
メセンブリオルニス（学名:Mesembriornis）は、背丈1.5メートルに達する中型のフォルスラコス科の属。フォルスラコス科の明瞭な系統を代表しており、同科のより大型のグループや小型のプシロプテルス亜科とは隔たりがある。大まかには、より早い時代にメセンブリオルニスよりも主に南方で栄えたパタゴルニス亜科に類似している。化石はアルゼンチンのモンテヘルモソ層のモンテヘルモサン鉱床で発見されている。

## 分類学

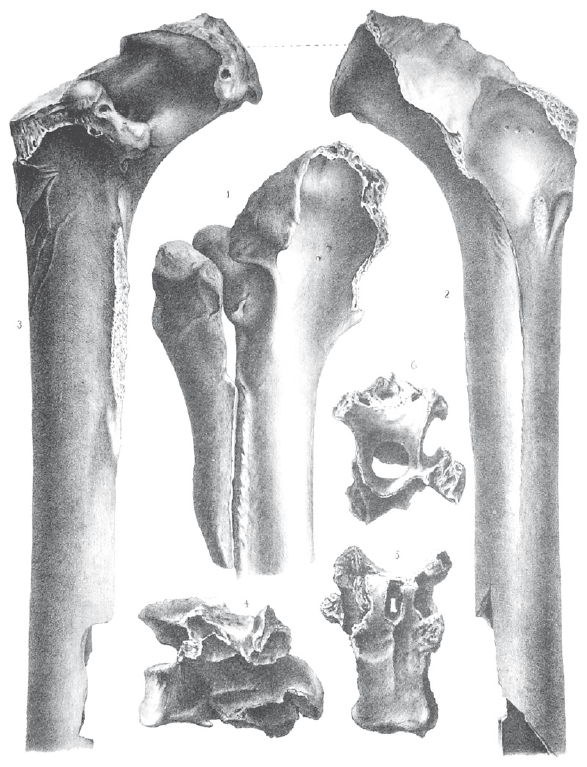
脚の骨

Mesembriornis incertus と Mesembriornis milneedwardsi の2種が現在認められている。しかしながら、メセンブリオルニスを疑問名にして本属をヘルモシオルニスとし、フォルスラコス科の新たな分類体系を提唱する研究者もいる。メセンブリオルニスは約1000 - 260万年前にあたる新第三紀中新世後期から鮮新世前期にかけてアルゼンチン西部および北西部のパンパに生息した。北アメリカ大陸に生息した巨大なティタニス・ワレリとともに、最後まで生息したフォルスラコス科の属である。

## 生態に関する議論
"Terror Birds on the Run" という研究により、フォルスラコス科がどれだけの速度で走行可能だったかが計測された。フォルスラコス科の平均最高速度は時速70キロメートルで、これについては議論はあまり起きていない。しかし、メセンブリオルニスの速度は大いに議論が交わされている。これは計算方法が他の数学的手法ほど正確でないためである。他のフォルスラコス科と同様にメセンブリオルニスの化石は断片的であり、他の手法は不可能である。
メセンブリオルニスの狩りについては主に2つの仮説がある。1つは強力な蹴りを獲物への攻撃や防衛に用いていたという説で、アフリカのチーターのような俊敏な捕食者ではないとする説である。もう1つはチーターのようにスピードを活かして中新世の小型南蹄類を捕食していたとする説である。この説にはおいては、メセンブリオルニスの速度は時速70 - 90キロメートルと推定されている。